# Montady
Montady (okzitanisch: Montadin) ist eine französische Gemeinde mit 4020 Einwohnern (Stand: 1. Januar 2022) im Département Hérault in der Region Okzitanien. Sie gehört zum Arrondissement Béziers und zum Kanton Cazouls-lès-Béziers. Die Einwohner werden Montadynois genannt.

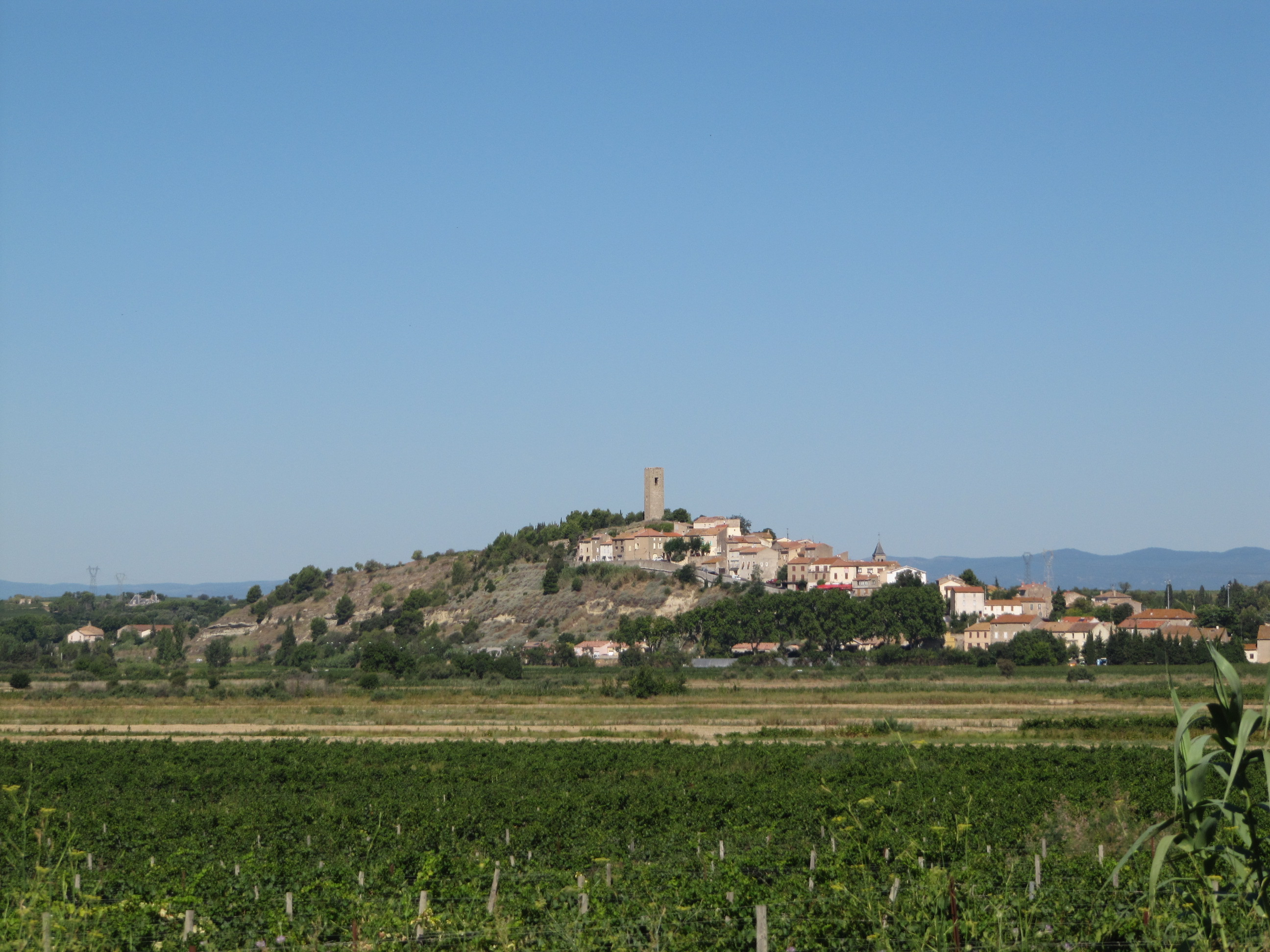
Blick auf Montady

## Geographie
Montady liegt etwa acht Kilometer südwestlich von Béziers. Umgeben wird Montady von den Nachbargemeinden Maureilhan im Norden und Nordwesten, Béziers im Osten und Nordosten, Colombiers im Süden und Südosten, Poilhes im Südwesten sowie Capestang.
Auf der Grenze zur Nachbargemeinde Colombiers liegt der Étang de Montady, die Reste einer früheren Mittelmeerlagune, die im Mittelalter durch ein Drainagesystem trockengelegt wurde. Der Bereich wird als Site pittoresque eingestuft.

## Geschichte
Nach der Inschrift des Priesters Othia wurde 455 in Montady eine Basilika errichtet.

### Bevölkerungsentwicklung
| Jahr      | 1962 | 1968 | 1975 | 1982 | 1990 | 1999 | 2006 | 2017 |
| Einwohner | 695  | 911  | 1310 | 1635 | 2070 | 2533 | 3681 | 3935 |

## Sehenswürdigkeiten
- Kirche Saint-Géniès
- Schloss La Tour

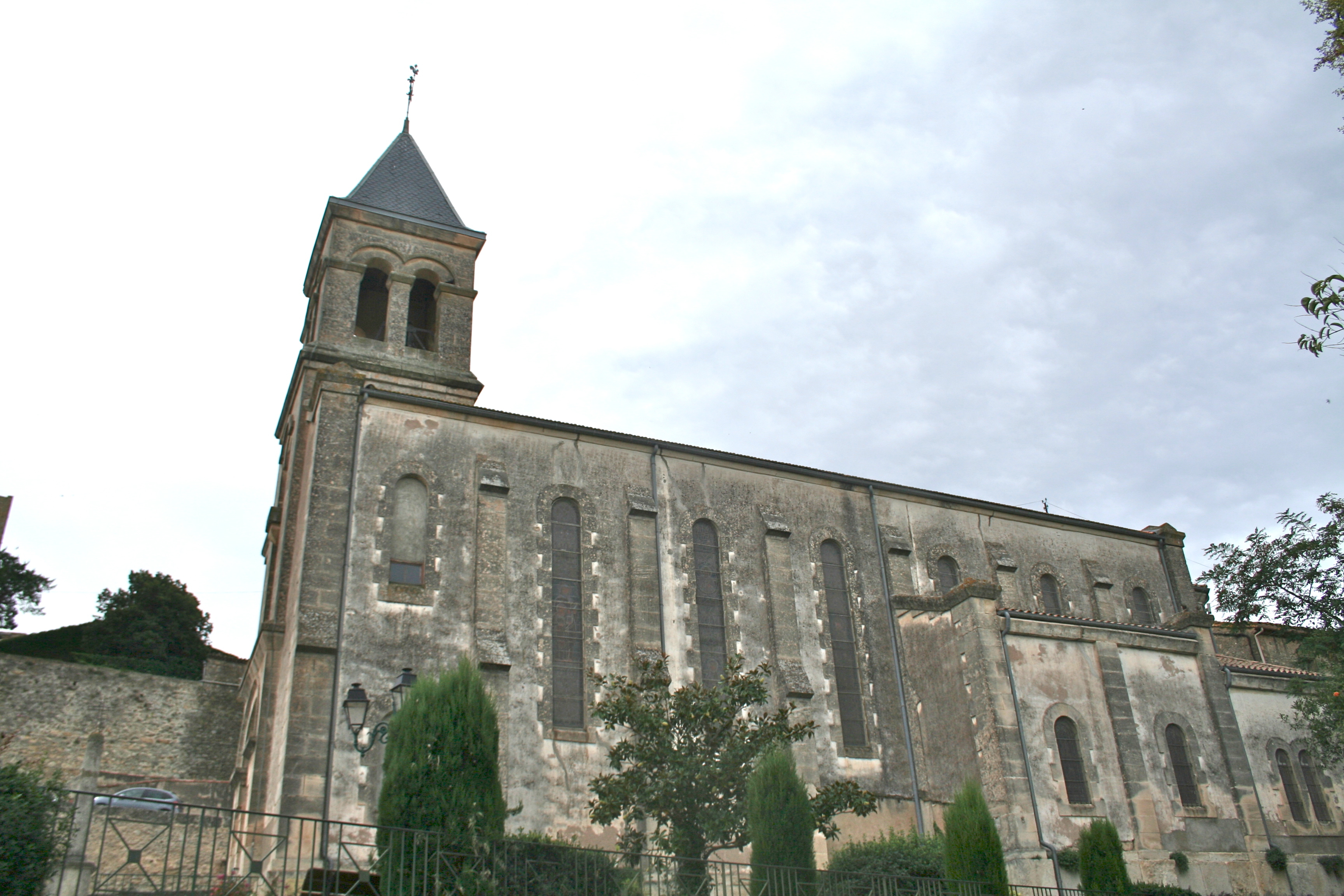
Kirche Saint-Géniès

- Turm von Montady aus dem 12. Jahrhundert
- Étang Montady, 1974 als Monument historique klassifiziert, zwischen 1248 und 1268 angelegt.

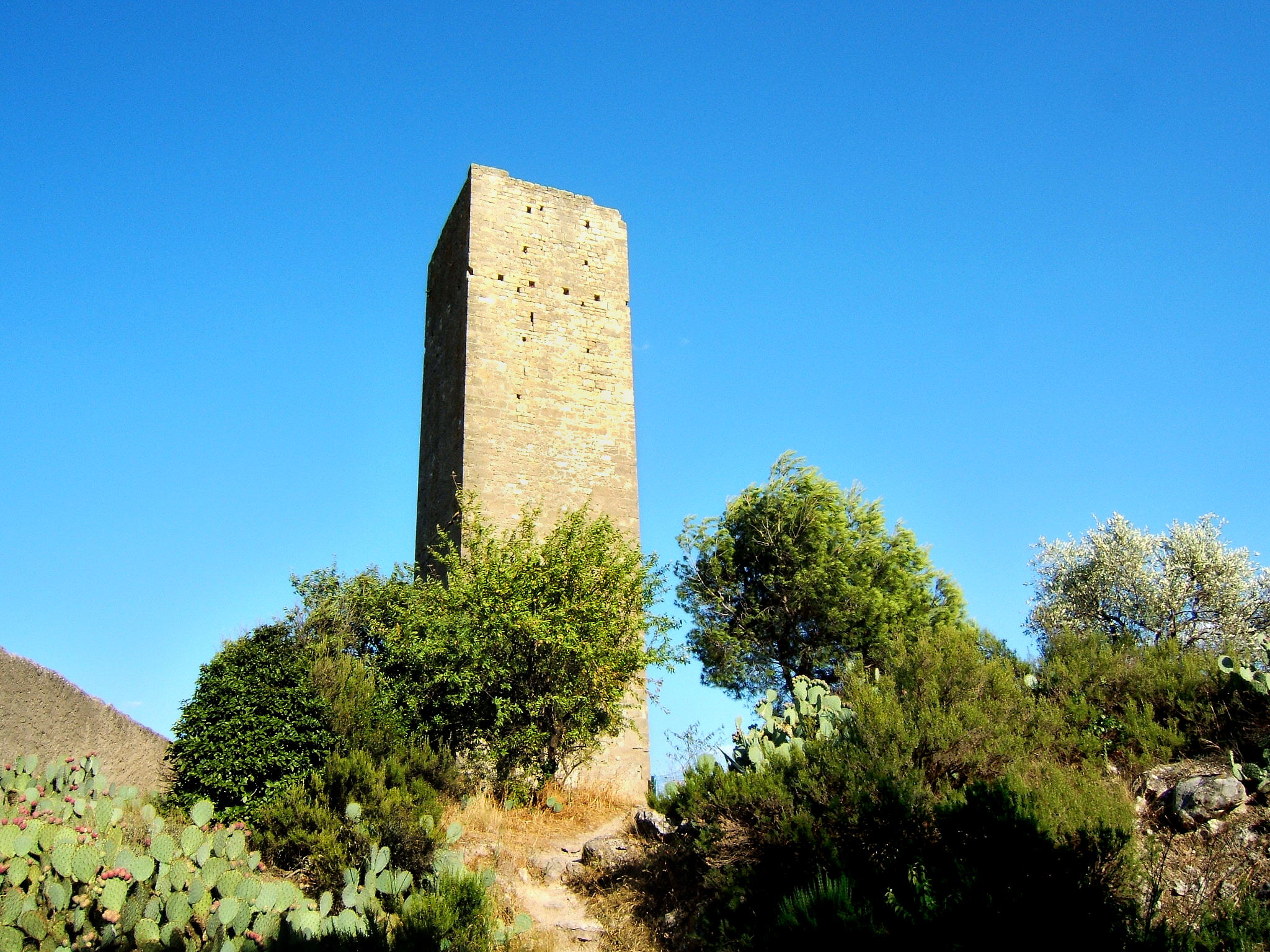
Turm von Montady

## Gemeindepartnerschaft
Mit der belgischen Gemeinde Paliseul in Wallonien besteht seit 1992 eine Partnerschaft. 